# Marian Putyra
Marian Putyra (ur. 19 września 1957 w Lubinie) – polski trener piłkarski prowadzący głównie dolnośląskie kluby.

## Kariera
Marian Putyra karierę trenerską rozpoczął w latach 90. 25 października 1990 roku został trenerem Zagłębia Lubin, gdzie zastąpił Stanisława Świerka. Z drużyną tą w sezonie 1990/1991 zdobył pierwsze w historii klubu mistrzostwo Polski. Jednak odszedł z klubu po sezonie 1991/1992 z powodu niezbyt zadowalających wyników. Następnie w latach 1993-1995 trenował Górnika Polkowice, potem Miedź Legnica w latach 1995-1998, którego był w przeszłości również dyrektorem sportowym. 
Do ekstraklasy wrócił w 2001 roku, prowadząc kilka miesięcy Śląska Wrocław. Potem jednak pozostał w klubie będąc asystentem Petra Němca, ale po słabych wynikach zespołu w lidze ponownie został pierwszym trenerem zespołu. Później był trenerem klubów: Polar Wrocław (2003-2004) i Polonia Słubice (2004).

## Sukcesy
- Mistrzostwo Polski: 1991